# Взрыв автомобиля в Алеппо (2017)
15 апреля 2017 года в районе Рашидин на западе города Алеппо в Сирии вблизи колонны автобусов произошёл взрыв автомобильной бомбы. Автобусы перевозили гражданских лиц, эвакуированных из осаждённых городов Эль-Фуа и Кефрая, контролируемых правительством, и охранялись сирийскими повстанцами. В результате взрыва погибли по меньшей мере 126 человек, в том числе по меньшей мере 80 детей. Ни одна экстремистская группировка не взяла на себя ответственность за нападение.
Эвакуация беженцев была частью соглашения, заключённого между сирийским правительством, оппозицией, Ираном и Катаром, и осуществлялась Сирийским арабским Красным Полумесяцем (САКП), национальным обществом Красного Креста и Красного Полумесяца. По условиям соглашения об эвакуации около пяти тысяч жителей шиитских общин Эль-Фуа и Кефрая, которые поддерживали сирийское правительство и были окружены Армией завоевания, вывозились в Алеппо. В свою очередь, жители Мадаи и Эз-Забадани, большинство из которых являлись суннитами и поддерживали оппозицию, были доставлены в провинцию Идлиб.

## Теракт
Нападение произошло в районе Рашидин, на западной окраине города Алеппо, примерно в 15:30 по местному времени. Террорист припарковал пикап с бомбой вблизи передней части колонны автобусов, которые были остановлены на контрольно-пропускном пункте для перевозки раненых беженцев. По словам очевидцев, водитель заманил чипсами в свою машину нескольких детей, прежде чем произошёл взрыв. Расследование Bellingcat описало транспортное средство как Hyundai Porter Super Cab третьего поколения с надписью «W77» и желто-зелено-красной цветовой гаммой неопределённой принадлежности.
По первым сообщениям, число погибших составляло нескольких десятков человек, но уже на следующий день их число возросло до 126. По данным Сирийского центра мониторинга за соблюдением прав человека, 109 убитых, в том числе 68 детей, являлись беженцами, остальные — повстанцами и работниками гуманитарных организаций. Представитель оппозиционной группировки «Тахрир аш-Шам» заявил, что в результате теракта также погибли 30 его солдат. По данным организации «Белые каски», 55 человек получили ранения.
Взрыв бомбы привёл к приостановке эвакуации беженцев на нескольких дней; движение новых автоколонн возобновилось только 19 апреля с усиленной охраной на контрольно-пропускном пункте Рашидин. Через три дня после теракта представитель Организации Объединённых Наций заявил, что взрыв был «вероятно, военным преступлением» и что в настоящее время ведётся расследование в отношении подозреваемого лица, которого запечатлела камера видеонаблюдения до взрыва.

## Ответственность
Личность лица, ответственного за это преступление, неизвестна. По данным сирийского государственного телевидения, мирные жители общин Эль-Фуа и Кафр поддерживали сирийское правительство во время осады городов повстанцами, и повстанцы несут ответственность за теракт. Группировка «Тахрир аш-Шам» отрицает свою причастность к взрыву. Представители оппозиции предположили, что правительство Асада, возможно, использовало нападение как способ отвлечь внимание от химической атаки в Хан-Шейхуне. Однако Рами Абдул-Рахман, директор Сирийского центра мониторинга за соблюдением прав человека (SOHR), заявил в телевизионном интервью, что, по его мнению, сирийское правительство к теракту не причастно.

## Реакция
Генеральный секретарь ООН Антониу Гутерриш потребовал, чтобы стороны гарантировали безопасность тех, кто ожидает эвакуации. Папа Франциск осудил взрыв во время своего обращения в пасхальное воскресенье, назвав его «гнусным нападением на ищущих убежища беженцев». МИД Турции заявило, что нападение «ещё раз показало необходимость укрепления соглашения о прекращении огня».
Роберт Фиск, пишущий для The Independent, раскритиковал правительство Соединённых Штатов за двойные стандарты в отношении нападения. Противопоставив молчание о взрыве реакции на химическую атаку в Хан-Шейхуне в начале месяца, он отметил, что «после взрыва террориста-смертника в эти выходные […] Белый дом не сказал ничего […], потому что — и вот в чём дело — они стали жертвами не того убийцы».